# أشياء تتداعى
أشياء تتداعى، رواية باللغة الإنجليزية للكاتب النيجيري غينوا أتشيبي، صدرت عام 1962 عن دار وليام هاينمان المحدود في المملكة المتحدة، وكانت أول رواية تنشر ضمن سلسلة “كُتّاب أفارقة”، وينظر لهذه الرواية على أنها أدب أفريقي توراتي حديث بالإنجليزية، وهي إحدى أولى الروايات التي حصلت على إشادة من النقاد العالميين.
تعتبر هذه الرواية كتاباً أساسياً في المدارس في جميع أنحاء أفريقيا، ويتداولها القرّاء على نطاق واسع في الدولة الناطقة باللغة الإنجليزية في جميع أنحاء العالم. استلهم تشينو اسم الرواية من قصيدة لويليام بتلر ييتس بعنوان «العودة الثانية»، والتي قال فيها: “الصقر يحوقل، يحوقل في الدائرة الواسعة
ولا يصغي لسيده
الأشياء تتداعى، المركز لا يصمد
لا شيء عدا الفوضى تروم العالم
وهيبة البراءة غريقة في كل مكان”
وتصوّر الرواية حياة «أوكونوكو»، زعيم وبطل مصارعة محلي في يوموفيا، وهي واحدة من مجموعة من تسع قرى خيالية في نيجيريا، يسكنها إغبو (شعب) (في رواية «إيبو»). وتصف عائلته وتاريخه الشخصي وعادات مجتمع الإيبو، وتأثير الإمبراطورية البريطانية والمبشرون المسيحيون على مجتمع الإيبو خلال أواخر القرن التاسع عشر.
بعد رواية "الأشياء تتداعى" كتب تشينو أتشيبي عدداً من الروايات منها "لم يعد هناك إحساس بالراحة" عام 1960، و"سهم الله" عام 1964. صرّح أتشيبي بأن رواتيه التاليتين "رجل من الناس" (1966) و"أنثيليس من السافانا" (1987" خلفتا روحياً الروايات السابقة التي تؤرخ للتاريخ الأفريقي.

## خلفية عن الرواية
تدور معظم أحداث القصة في قرية الأشياء تتداعى، الواقعة غرب مدينة أونيتشا على الضفة الشرقية لنهر النيجر. وتقع الأحداث في عقد 1890. تصور الرواية ثقافة إغبو (شعب)، الشبيهة لثقافة مسقط رأس تشينو أتشيبي، قرية أوغيدي. حيث يعيش السكان الذين يتحدثون لغة الإغبو في مجموعات في قرى مستقلة يحكمها شيوخ القبائل. تعكس الرواية عادات شعب أونيتشا الحقيقيون الذين يعيشون بالقرب من أوغيدي.
في غضون أربعين عاماً من وصول البريطانيين، وفي الوقت الذي ولد فيه تشينو أتشيبي عام 1930، ترسخت حملات المبشرين في المنطقة. وقد كان والد أتشيبي من أوائل الذين اعتنقوا المسيحية في أوغيدي. أما أتشيبي فقد كان يتيماً رعاه جده الذي كان يعارض تحول أتشيبي للمسيحية، لكنه سمح بزواجه زواجاً مسيحياً.

## ترجمات إلى العربية
ترجمت الرواية إلى العربية أكثر من مرة، منها ترجمة الدكتورة إنجيل بطرس سمعان  عن الهيئة المصرية العامة للكتاب، وترجمة سمير عزت نصار عن الدار الأهلية، كما ترجمها أحمد خليفة بعنوان "الأشياء تتداعى” وصدرت عن مؤسسة الأبحاث العربية عام 1990، وأخيرًا أعادت الهيئة العامة لقصور الثقافة، سلسلة آفاق عالمية ترجمتها من جديد عام 2014 بترجمة عبد السّلام إبراهيم، ضمن مشروع "المائة كتاب".